# Jijona
Jijona (în catalană și oficial Xixona) este un oraș în Spania.